# Arche de la nature
Le domaine de l'Arche de la Nature, géré par la communauté urbaine Le Mans Métropole, offre aux visiteurs un vaste espace naturel de 450 hectares . Au fil des chemins, les promeneurs découvrent la rivière, le bocage et la forêt et peuvent se rendre à la Maison de la forêt, à la Maison de l'Eau ainsi qu'à la Maison de la Prairie.
Chaque année, plus de 500 000 visiteurs profitent de ce parc ouvert gratuitement et en permanence au public. L'Arche est de fait le poumon vert de l'agglomération mancelle . Diverses manifestations (fêtes, stages et sorties) sont organisées depuis 1997.
Le domaine est situé à dix minutes du cœur de la ville du Mans.

## La Maison de l’eau
Depuis 2020, l'espace d'accueil de l'Arche de la Nature y est installé (ouverture du lundi au vendredi, de 9h à 12h et de 14h à 17h)

L'ancienne usine des eaux met en valeur les activités de découverte du monde de la rivière. 

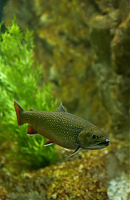

La maison de l'Eau est l'entrée piétonne de la ville vers le domaine de l'Arche de la Nature, accessible en tramway et en bus.
Située à proximité de l'Huisne, elle présente au public, dans de grands aquariums, les différents écosystèmes de la rivière : les zones à truites, à barbeaux et à brèmes. D'autres aquariums regroupent les petites espèces : vairons, bouvières, goujons, etc. 
Des modules ludiques sur l'eau et une fresque géante interactive complètent le dispositif.
La visite de l'ancienne usine des eaux, construite en 1906, permet de parcourir l'histoire du traitement de l'eau potable. La roue à aubes de plus de 8,5 mètres de diamètre et le mécanisme de la machine à vapeur reprennent du service.

### Une exposition permanente sur les énergies
À travers des ateliers interactifs et de nombreuses maquettes, l'énergie est abordée sous tous les aspects dans une exposition de 120 m² située dans la salle « vapeur » de la Maison de l'eau.

Différents modules interactifs sont proposés aux visiteurs, pour mieux appréhender les notions de production d'énergie, de transport, mais également d'économies !

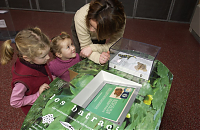

Cette exposition complète les dispositifs déjà présents, illustrant cette thématique :
- L'éolien, avec l'éolienne Bollée installée en 2007 à l'entrée du site 
- Le solaire, avec les panneaux photovoltaïques qui produisent depuis 2009 
- L'hydraulique avec la seconde roue à aubes réhabilitée en 2012 en micro-centrale hydroélectrique. Depuis 2015 elle produit de l'électricité.

## Location de vélos et leslivres de canoës

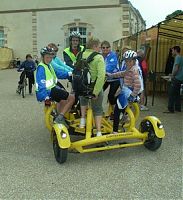

A la Maison de l'eau, vous pouvez louer un vélo rigolo ou découvrir l'Huisne en canoë.
Vel'nature (à la Maison de l'eau) est géré par l'association Iter, il propose à la location:  
• Des vélos variés pour une balade en famille (VTT, VTC, tandem, bi-porteurs, tri-porteur, vélos suiveurs...),
• Le Vel'Tram, un vélo insolite (tricycle 7 personnes) 
• Des canoës.

## La Maison de la Prairie

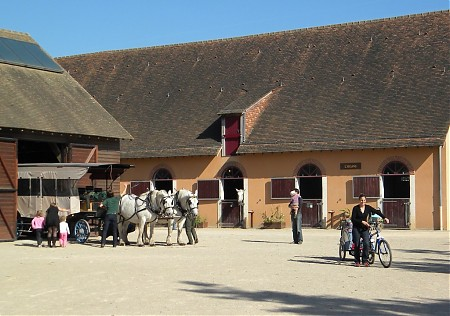

Une balade à pied ou en hippomobile d'environ 1,5 km mène à la Maison de la Prairie, en longeant la rivière (l'Huisne) ou en passant près de l’étang de pêche, du verger conservatoire ou du rucher. 
La ferme accueille de nombreux animaux de races locales, dont certaines peu communes (la truie Blanc de l’Ouest, l’âne Normand, la vache Rouge des Prés, le mouton Belle-Île).
À deux pas de la ferme, le jardin potager propose une diversité de cultures et de techniques bio de jardinage (potager en carrés, culture sur buttes, jardins suspendus, etc.)

## La Maison de la forêt

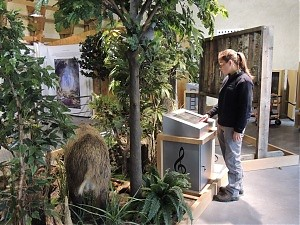

Sur une superficie de 180 m2, les visiteurs peuvent découvrir, en suivant un chemin forestier, les nombreux animaux sauvages (vivants ou naturalisés) et les essences végétales. De l'affût de vision où est projeté un film aux bornes interactives et sensorielles en passant par le grand livre imaginaire, la forêt est abordée sous divers aspects. La filière bois (exploitation forestière, métiers du bois) est également mise en valeur grâce à des maquettes et des jeux.
Parmi les animations proposées :
- une cinquantaine d'animaux naturalisés positionnés sur des scènes représentant leur milieu naturel ;
- deux arbres en résine : un châtaignier et un chêne, de 5 m de haut chacun ;
- une mare forestière reconstituée avec animaux et batraciens en résine ;
- le vivant : la fourmilière, vivariums de serpents et insectes, lombricarium ;
- des ateliers ludiques : plaques en relief (empreintes animaux, feuilles arbres), bornes informatiques (sons, contes, vidéos), affût (film animalier), meubles mystères (toucher, reconnaissance d'essences, sol forestier, papillons)...
- la faune sauvage avec son "espace loup" : deux loups naturalisés, histoire du loup en Sarthe et lieux-dits ;
- un grand livre sur l'imaginaire.

## La forêt

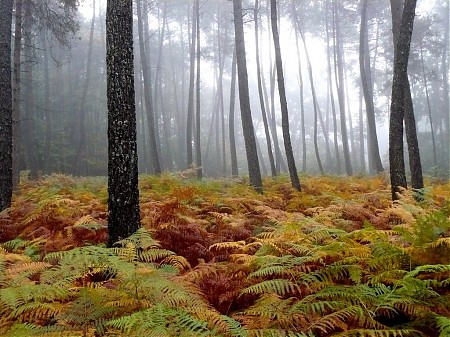

La forêt de l'Arche de la Nature s'étend sur près de 300 hectares.
Les résineux, essentiellement des pins maritimes, représentent 60 % du massif. Mais les châtaigniers, les chênes (dont une variété peu connue, le tauzin), l'ancienne châtaigneraie à fruits, plantée il y a environ 130 ans, les cèdres du Liban ou les marronniers d'Inde mettent en valeur le site et sa diversité. 

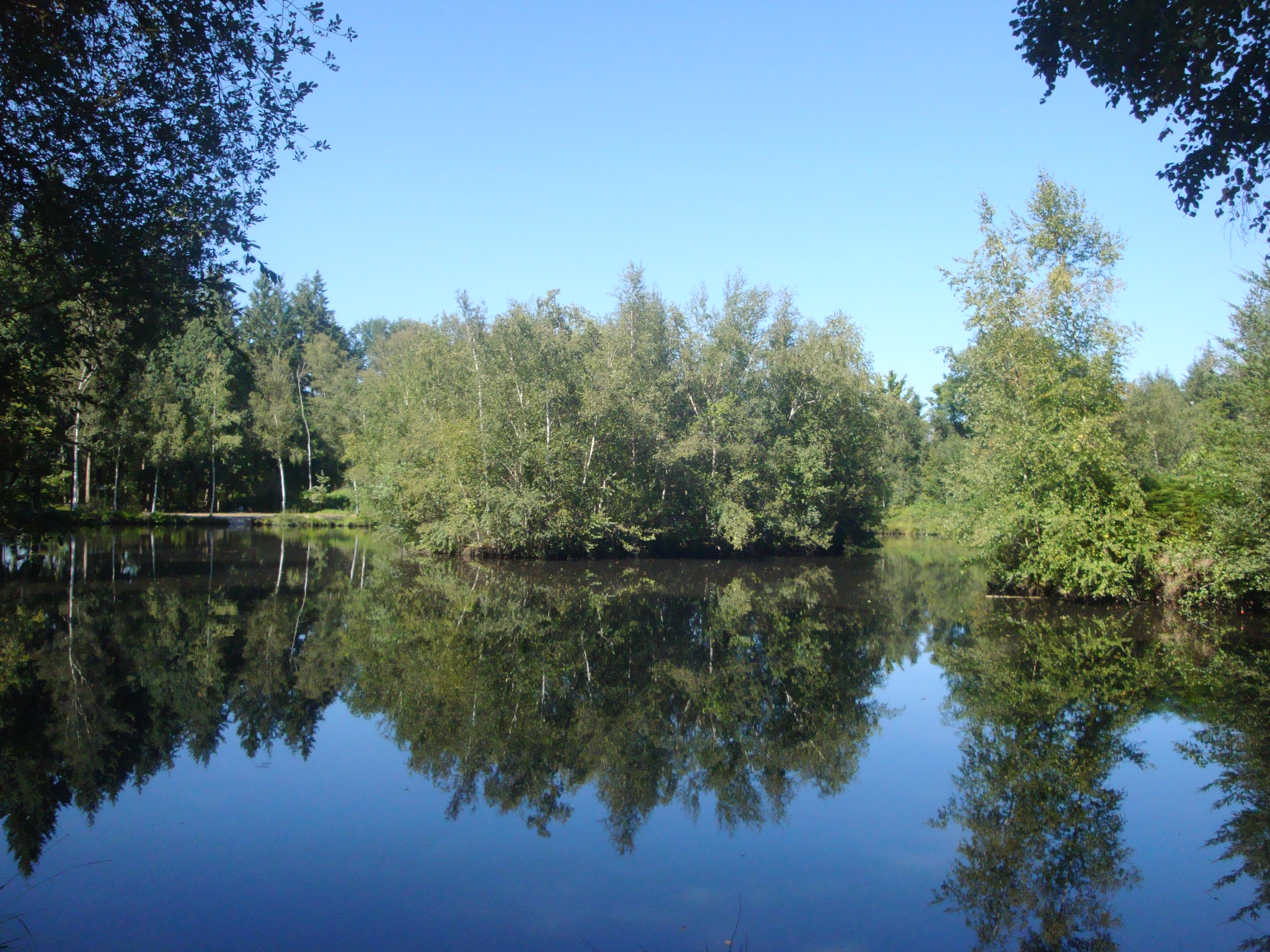
Arche de la Nature Le Mans

L'Office National des Forêts s'occupe des travaux d'entretien général, des coupes et des reboisements. La préservation d'une réserve naturelle protégée permet de fixer des espèces sauvages sur le site : chevreuil, sanglier, faisan, perdrix, etc.
Un observatoire installé devant la zone humide permet d'observer en toute quiétude la faune sauvage.
Des chemins pour la randonnée pédestre ou la pratique du VTT sont balisés. Un parcours Santé se trouve près du parking du Closeau.

## 9 grandes fêtes populaires

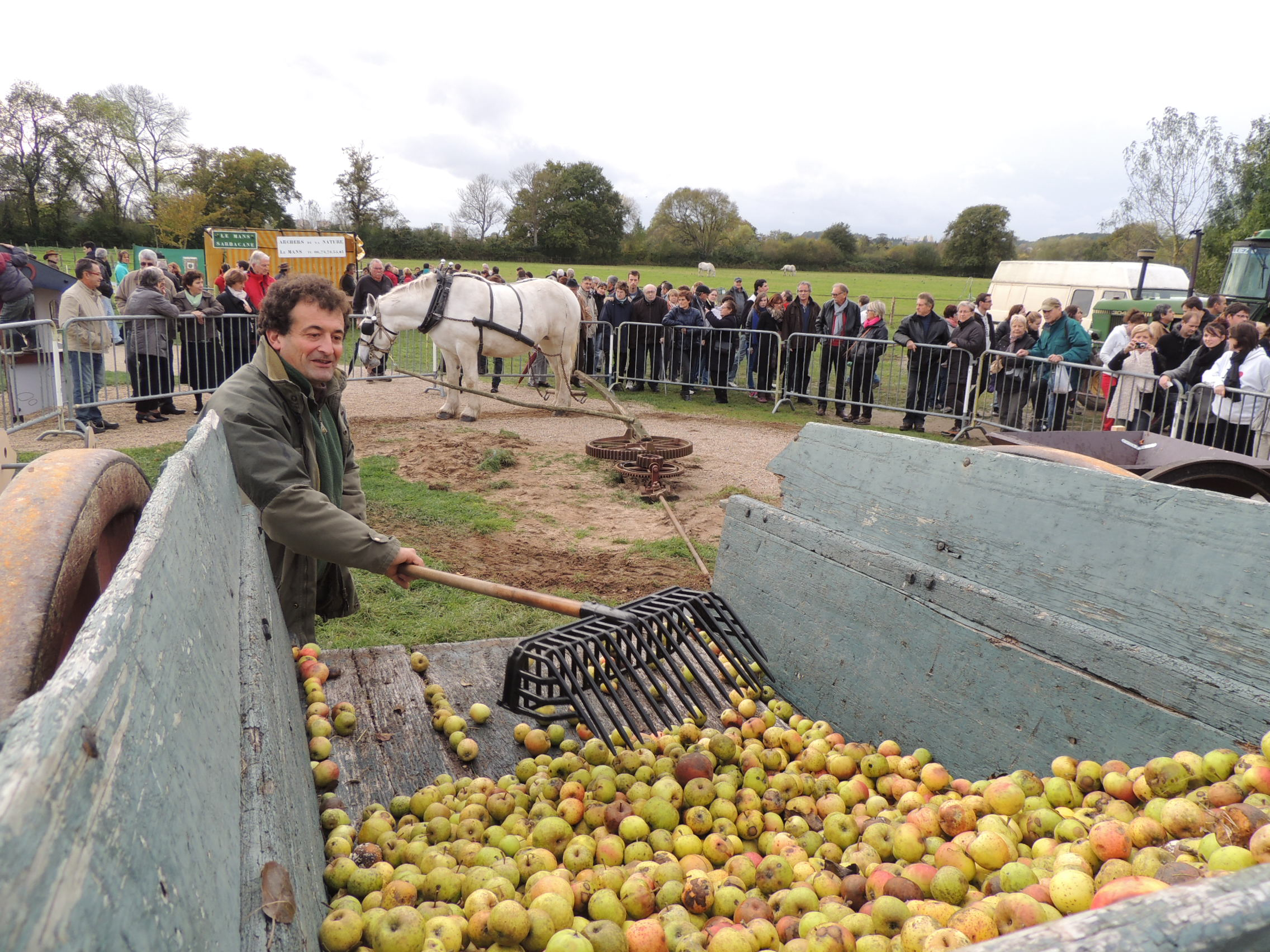

L'Arche de la Nature permet à un large public de (re)découvrir le patrimoine naturel et culturel.
Du promeneur du dimanche au naturaliste en herbe, chacun peut y apprendre et y retrouver des plaisirs simples en observant la faune et la flore du domaine.
Depuis octobre 1997, les différentes fêtes qui sont toujours célébrées avec le concours d'associations et d'organismes partenaires (Association des croqueurs de pommes, syndicat apicole, Fédération de la boulangerie, etc.) connaissent un succès populaire (fêtes du cheval percheron, de la pomme, de l'eau, de la pomme et de la châtaigne, du miel). 
En 2019, environ 70 000 personnes ont pu profiter des neuf fêtes organisées par l'Arche. Les fêtes les plus fréquentées reçoivent plus de 10 000 visiteurs.

## L'accueil des groupes et l'éducation à l'environnement

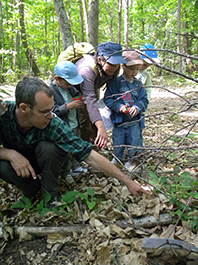

Depuis 1998, l'éducation à l'environnement connaît un large succès tant auprès des plus jeunes que des adultes. Chaque année scolaire, près de 17 000 élèves des écoles de Le Mans Métropole bénéficient des animations. 2 000 personnes supplémentaires (groupes spécialisés, retraités, etc.) également participent à des activités. 
La plupart des groupes sont pris en charge par les hippomobiles. 
Si cet espace semi-naturel permet aux visiteurs de découvrir la rivière, la forêt et le bocage, les gestionnaires ont mis en place en 2006 un programme de préservation des serpents et une politique de communication pour que les visiteurs vivent en bonne entente avec ces reptiles à la sinistre réputation. Des tailles en zones fermées (sous-bois) ont permis le développement d’une strate buissonnante (ronciers, églantiers, ajoncs, genêts à balais…), habitats qui favorisent les populations de serpents : 660 vipères aspic, 170 coronelles lisses, 139 couleuvres à colliers et plus de 30 esculapes ont été recensées en 2016 (suivi des populations par marquage-recapture). 

## Accessibilité
- Ce site est desservi par le bus n°6 arrêt Espal ou Arche de la nature et en Tramway arrêt Espal-Arche de la Nature. Il dispose aussi de 5 parkings.

## Liens  externes
- arche-nature.fr
- Facebook